# Carles Balagué i Mazón
Carles Balagué i Mazón   (Barcelona, 8 de febrer de 1949 - Barcelona, 30 de juliol de 2025) va ser un advocat, assagista, productor, guionista, director i crític de cinema català. Al llarg de la seva trajectòria professional va escriure també diversos llibres, com ara François Truffaut, Les millors pel·lícules de cinema negre o el darrer, Pel·lícules clau del cinema musical, coescrit amb Rafel Miret.
Des de mitjan dels anys noranta i fins al juliol de 2020, va ser al capdavant dels Méliès Cinemes de Barcelona, dedicats a la difusió del cinema d'autor contemporani i guardonats amb el Premi Sant Jordi de Cinematografia l'any 1996. Entre les pel·lícules en les quals va treballar hi destaca La Casita Blanca, la ciutat oculta, que va guanyar el Premi Ciutat de Barcelona i és un dels documentals més vistos dels darrers anys.
Arropiero, el vagabund de la mort, documental sobre l'assassí en sèrie conegut com a Arropiero, va obtenir el premi "Plácido de plata a la millor pel·lícula de gènere negre" en la X edició del Festival internacional de cinema negre de Manresa, el 2008.
Va presidir el Col·legi de Directors de Cinema de Catalunya de 1989 a 1996.

## Filmografia
| Any  | Pel·lícula                                                                    | Com a    | Com a     | Com a     | Notes                   |
| Any  | Pel·lícula                                                                    | Director | Guionista | Productor | Notes                   |
| ---- | ----------------------------------------------------------------------------- | -------- | --------- | --------- | ----------------------- |
| 1978 | Tragedia cotidiana de un acomodador de cine que un día descubrió la cinefilia | Sí       | Sí        |           | curtmetratge            |
| 1980 | Lección acelerada de cine                                                     | Sí       | Sí        |           | curtmetratge            |
| 1980 | Recuerdo de Jean Seberg                                                       | Sí       | Sí        | Sí        | curtmetratge documental |
| 1981 | ¡Viva la Pepa! (Mel i mató)                                                   | Sí       | Sí        | Sí        |                         |
| 1985 | Denver                                                                        | Sí       | Sí        |           |                         |
| 1986 | Una setmana a la vida de...                                                   | Sí       | Sí        | Sí        | curtmetratge            |
| 1987 | Adela                                                                         | Sí       | Sí        | Sí        |                         |
| 1988 | Potser no sigui massa tard                                                    |          |           | Sí        |                         |
| 1988 | L'amor és estrany                                                             | Sí       | Sí        |           |                         |
| 1991 | L'infortuni                                                                   |          |           | Sí        | curtmetratge            |
| 1991 | Les aparences enganyen                                                        | Sí       | Sí        | Sí        |                         |
| 1993 | Mal de amores                                                                 | Sí       | Sí        | Sí        |                         |
| 1996 | Assumpte intern                                                               | Sí       | Sí        | Sí        |                         |
| 2002 | La Casita Blanca, la ciutat oculta                                            | Sí       | Sí        |           |                         |
| 2004 | Mujeres en pie de guerra                                                      |          |           | Sí        | documental              |
| 2006 | De Madrid a la Lluna                                                          | Sí       | Sí        |           | documental              |
| 2007 | Cent anys del Club Esportiu Europa                                            | Sí       | Sí        | Sí        | documental              |
| 2008 | Arropiero, el vagabund de la mort                                             | Sí       | Sí        | Sí        | documental              |
| 2010 | La bomba del Liceu                                                            | Sí       | Sí        | Sí        | documental              |

## Llibres publicats
- 1988 - François Truffaut. Editorial JC, Madrid
- 1993 - Martin Scorsese. Editorial JC, Madrid
- 1997 - El verdugo / Con la muerte en los talones. Editorial Programa Doble. Dirigido por, Barcelona
- 2002 - Grupo salvaje / Atraco perfecto. Editorial Programa Doble. Dirigido por, Barcelona
- 2003 - Històries de la Barcelona oculta. Editorial Planeta, Barcelona
- 2004 - Las mejores películas del cine negro. Editorial JC, Madrid
- 2009 - Películas clave del cine musical. Co-escrit amb el crític cinematogràfic Rafel Miret. Edicions Robinbook, Barcelona